# Funafuti
Funafuti là tên một rạn san hô vòng, nơi đóng đô của đảo quốc Tuvalu. Rạn san hô vòng này có dân số 6.025 người, là rạn đông dân nhất đất nước, nơi cư ngụ của 56% dân số Tuvalu. Đây là một vòng đất hẹp rộng chừng 20 và 400 mét (66 và 1.312 foot), quây quanh một phá (Te Namo) lớn dài 18 km (11 dặm), rộng 14 km (9 dặm). Độ sâu trung bình của phá Funafuti là 20 sải (36,5 mét, 120 feet). Với diện tích 275 kilômét vuông (106,2 dặm vuông Anh), đây là rạn san hồ vòng rộng nhất Tuvalu. Tổng diện tích đất của 33 đảo con tạo nên rạn gom lại là 2,4 kilômét vuông (0,9 dặm vuông Anh), chưa tới 1% diện tích rạn. Tàu chở hàng có thể cập bến trong phá của Funafuti rồi xuống hàng ở Fongafale.
Fongafale hay Vaiaku (hai đảo con trong rạn) đôi khi được coi là thủ đô Vanuatu, song trên thực thế cả rạn Funafuti được tính là thủ đô.

## Đảo con của Funafuti
Có ít nhất 29 đảo con trong rạn. Lớn nhất trong đó là Fongafale, rồi tới Funafala. Ít nhất ba đảo luôn có người sống, gồm Fongafale, đảo chính, ở phía đông, Funafala ở phía nam, và Amatuku ở phía bắc.
- Amatuku
- Avalau
- Falaoigo
- Fale Fatu (Falefatu)
- Fatato
- Fongafale
- Fuafatu
- Fuagea
- Fualefeke (Fualifeke)
- Fualopa
- Funafala
- Funamanu
- Luamotu
- Mateika
- Motugie
- Motuloa
- Mulitefala
- Papa Elise (Funangongo)
- Pukasavilivili
- Te Afuafou
- Te Afualiku
- Tefala
- Telele
- Tengako (bán đảo của Fongafale)
- Tengasu
- Tepuka
- Tepuka Vili Vili
- Tutanga
- Vasafua